# Stanko Jericijo
Stanko Jericijo, slovenski skladatelj, zborovodja in duhovnik in pedagog, * 1928, Avče pri Kanalu ob Soči, † 2007, Gorica.
Kot duhovnik je bil posvečen leta 1951, glasbeno izobrazbo pa je prejel na konservatoriju Giuseppe Tartini v Trstu in na konservatoriju Benedetto Marcello v Benetkah. Od leta 1965 do leta 1996 je vodil goriški mešani pevski zbor Lojze Bratuž. Komponira predvsem vokalno in komorno glasbo.